# Paul Cullen
Paul Cullen (29 de abril de 1803 - 24 de outubro de 1878) foi arcebispo católico romano de Dublin e anteriormente de Armagh, e o primeiro cardeal irlandês. Seu ultramontanismo liderou a romanização da Igreja Católica na Irlanda e inaugurou a revolução devocional experimentada na Irlanda durante a segunda metade do século XIX e grande parte do século XX. Um teólogo bíblico treinado e estudioso de línguas antigas, Cullen elaborou a fórmula para a infalibilidade papal no Primeiro Concílio do Vaticano.

## Vida

### De aluno a diretor
Cullen experimentou seus primeiros dias de escola na escola da vila de Ballytore para mudar para a faculdade em 1816. Já aos 17 anos foi nomeado para a Congregação para a Evangelização dos Povos (Congregatio de Propaganda Fide) em 1820, onde o mais tarde Papa Leão XIII como um padre educado e curioso. Durante sua educação, Paul Cullen adquiriu um profundo conhecimento das línguas clássicas e orientais, o que lhe deu uma grande reputação. Ele recebeu seu doutorado e em 1832 foi nomeado diretor do Irish College em Roma.

## Tempo do reitor
Ele usou seu tempo na cadeira do reitor (1832-1850) para uma edição padrão do léxico grego e latino de Hedericus, que ainda é totalmente válido hoje. Durante este tempo na universidade, no entanto, ele também ganhou grande confiança no Papa Gregório XVI e Pio IX. É um de seus méritos que o Irish College tenha alcançado uma alta reputação acadêmica. Além disso, ele também assumiu a direção da Congregação para a Evangelização dos Povos, que foi temporariamente fechada devido às convulsões políticas na Itália, pois deveria ser assumida pelo governo italiano.

### Arcebispo de Armagh, Dublin e Cardeal
Papa Pio IX nomeou o então Reitor do Colégio Irlandês em Roma Arcebispo de Armagh em 19 de dezembro de 1849. Consagração episcopal concedida a ele em 24 de fevereiro de 1850 na igreja de Sant'Agata dei Goti em Roma Castruccio Castracane degli Antelminelli, Cardeal Bispo de Palestrina; Os co-consagradores foram o Arcebispo Carlo Luigi Morichini e John Thomas Hynes , Administrador Apostólico de Demerara. Ao mesmo tempo, Cullen trabalhou na Congregatio de Propaganda Fide por quase mais um ano.
Em 1º de maio de 1852 ele assumiu o arcebispado em Dublin, o Papa Pio IX. o encarregou em 1854 como delegado apostólico da recém-fundada Universidade Católica da Irlanda. No consistório de 22 de junho de 1866 foi do Papa Pio IX. promovido a Cardeal Sacerdote de San Pietro em Montorio, tornando-se o primeiro cardeal irlandês. Durante seu mandato, ele presidiu dois sínodos irlandeses (1850 e 1875) e reuniu a Igreja Irlandesa como uma só.

### Trabalho em Roma
Durante suas freqüentes visitas a Roma, permaneceu principalmente no Irish College, e seus testemunhos e análises tiveram grande influência na definição do dogma da Imaculada Conceição de Maria. Seu conhecimento foi reconhecido pelo Papa Pio IX. altamente valorizado e isso às vezes usava suas explicações teológicas.

### A Igreja na Irlanda e seu Sucessor
A condição da Igreja Católica na Irlanda mudou e melhorou significativamente durante o tempo de seu episcopado. Esses 28 anos marcaram um período ininterrupto de progresso em todos os assuntos ligados à religião, disciplina, educação e caridade. O Cardeal Paul Cullen ordenou o Padre Edward McCabe Bispo Titular de Gadara em 1877, McCabe tendo servido como seu assistente e sucessor desde então.
Seu sobrinho Patrick Francis Moran, a quem ele ordenou bispo em 1872, mais tarde se tornou arcebispo de Sydney e em 1885 o primeiro cardeal da Austrália.